# Melaniparus funereus
Melaniparus funereus е вид птица от семейство Paridae.

## Разпространение
Видът е разпространен в Ангола, Габон, Гана, Гвинея, Екваториална Гвинея, Камерун, Демократична република Конго, Република Конго, Кот д'Ивоар, Кения, Либерия, Руанда, Сиера Леоне, Судан, Уганда, Централноафриканската република и Южен Судан.